# BB&T Atlanta Open 2016
Il BB&T Atlanta Open 2016 è stato un torneo di tennis giocato sul cemento. È stata la 29ª edizione dell'evento, che fa parte della categoria ATP Tour 250 nell'ambito dell'ATP World Tour 2016. Si è giocato all'Atlantic Station di Atlanta, negli USA, dal 1° al 7 agosto 2016.

## Partecipanti

### Teste di serie
| Giocatore   | Nazionalità            | Ranking* | Testa di serie |
| ----------- | ---------------------- | -------- | -------------- |
| Stati Uniti | John Isner             | 16       | 1              |
| Australia   | Nick Kyrgios           | 19       | 2              |
| Sudafrica   | Kevin Anderson         | 34       | 3              |
| Ucraina     | Aleksandr Dolhopolov   | 38       | 4              |
| Spagna      | Fernando Verdasco      | 48       | 5              |
| Spagna      | Guillermo García López | 54       | 6              |
| Stati Uniti | Donald Young           | 57       | 7              |
| Stati Uniti | Taylor Fritz           | 63       | 8              |

* Ranking al 25 luglio 2016.

### Altri partecipanti
I seguenti giocatori hanno ricevuto una wild card per il tabellone principale:
- Jared Donaldson
- Reilly Opelka
- Austin Smith

Il seguente giocatore è entrato in tabellone con il ranking protetto:
- Julien Benneteau

I seguenti giocatori sono passati dalle qualificazioni:

- Christopher Eubanks
- Austin Krajicek
- John-Patrick Smith
- Miša Zverev

I seguenti giocatori sono entrati in tabellone come lucky loser:
- Tobias Kamke
- Thiago Monteiro

## Campioni

### Singolare
Nick Kyrgios ha sconfitto in finale  John Isner con il punteggio di 7–6(3), 7–6(4).
- È il secondo titolo in carriera e stagione per Kyrgios.

### Doppio
Andrés Molteni /  Horacio Zeballos hanno sconfitto in finale  Johan Brunström /  Andreas Siljeström con il punteggio di 7–6(2), 6-4.